# Идрис, Юсуф
Юсуф Идрис (19 мая 1927, деревня Бейрум, мухафаза Эш-Шаркия — 4 августа 1991, Каир) — египетский писатель. Изучал медицину в Каирском университете и некоторое время практиковался, пока не посвятил себя целиком литературе. Регулярно печатался в египетской ежедневной газете «Аль-Ахрам». Считается мастером новелл.